# Pierre Pucheu
Pierre Firmin Pucheu (Beaumont-sur-Oise, 27 de junio de 1899 - Argel, 20 de marzo de 1944) fue un industrial y político francés. Fue ministro del Interior del régimen de Vichy de julio de 1941 a abril de 1942.

## Primeros años
Hijo de un sastre del suroeste de Francia, Pucheu obtuvo una beca de la École Normale Supérieure en Paris, donde coincidió con Robert Brasillach y con Jean-Paul Sartre. En un inicio, pretendió seguir convertirse en escritor, pero quedó prendado del capitalismo en París y se decidió a entrar en el mundo de los negocios. Terminó inmerso en la industria del acero y llegó a encabezar uno de los mayores monopolios, el Cartel d'Acier.
Al principio, mostró poco interés en la política, su interés fue despertado por la crisis del 6 de febrero de 1934 y se asoció a la Croix-de-Feu y, luego, al Partido Popular Francés de Jacques Doriot, antes de separarse del último grupo en 1938 debido a los vínculos financieros de Doriot con la Alemania nazi y la Italia fascista.

## Vichy
Tras la ocupación, su figura política surgió, pues fue presionado por los aliados industriales a cargo de Le Temps, que aseguraron que le concedieran el cargo de ministro de Producción Industrial en 1941, antes de ser promovido a ministro del Interior más tarde ese mismo año. En este cargo, se hizo conocido por su mano dura. Así, varios militantes comunistas arrestados fueron guillotinados como rehenes en represalia por la ejecución de un militar alemán en el metro de París, el 21 de agosto de 1941.
También formó la Police aux Questions Juives en 1941 y se hizo cargo personalmente de la organización. También fue responsable por el establecimiento de la fuerza policial anticomunista, el Servicio Antimasónico para las Sociedades Secretas y los Amicales de France, que sirvieron como el brazo de propaganda de Vichy.
Según Joseph Barthélemy, Pucheu, que tenía un odio violento a los comunistas y a los judíos, era un nazi convencido. No obstante, Pucheu quería modelar la economía de Francia a la de la Alemania nazi, antes que estar totalmente convencido de los méritos de la ocupación y, por ello, los alemanes pidieron su reemplazo en abril de 1942. Como parte de un movimiento intelectual conocido como los jeunes cyclists, Pucheu rápidamente aceptó que Alemania era el líder de Europa, pero esperaba que la renovación económica aseguraría que Francia se convirtiera en una de las potencias secundarias líderes en este nuevo orden. En el gobierno, Pucheu ha sido caracterizado como un tecnócrata que ayudó a asegurar que el régimen de Vichy fuera capaz de tomar las funciones administrativas de un gobierno.

## Últimos años
Despojado de su cargo, Pucheu abandonó Francia en 1943 y se asentó en Argelia francesa, que permaneció bajo control de Vichy; sin embargo, después que las fuerzas de Francia Libre capturaron la región, Pucheu empezó a moverse alrededor de África del Norte hasta que fue arrestado en Casablanca y llevado a juicio. El año siguiente, Charles de Gaulle se aseguró que Pucheau enfrentara la pena de muerte para desmotivar el colaboracionismo en Francia. Fue el primero de las personalidades colaboracionistas en ser fusilado directamente bajo la jurisdicción de De Gaulle.